# Bois-d’Arcy (Yvelines)
Bois-d’Arcy [bwɑ daʁsi] ist eine französische Gemeinde im Département Yvelines in der Region Île-de-France. Sie gehört zum Arrondissement Versailles und zum Kanton Saint-Cyr-l’École. Die Einwohner werden Arcysiens genannt.

## Geografie
Die Kleinstadt liegt zwölf Kilometer westlich von Versailles an der Nationalstraße N 12. Auf einer Fläche von 548 Hektar wohnen 16.225 Einwohner (Stand 1. Januar 2022).

## Sehenswürdigkeiten

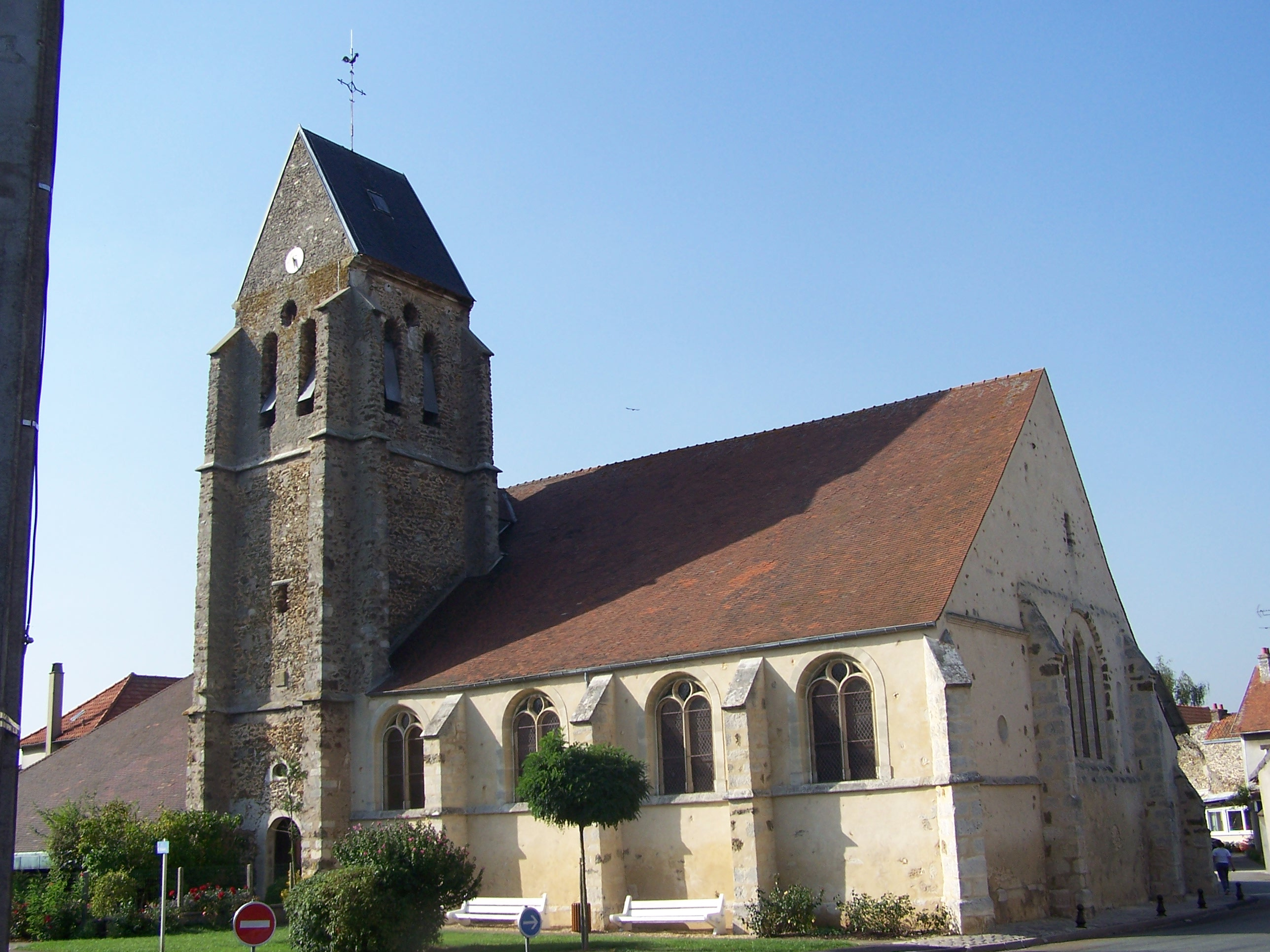
Katholische Kirche Saint-Gilles-Saint-Leu

- Die im 20. Jahrhundert vollständig renovierte Kirche Saint-Leu-et-Saint-Gilles stammt aus dem 12. Jahrhundert.
- Das Fort de Bois-d’Arcy ist eine der ehemaligen Festungen, die im 19. Jahrhundert zum Schutz von Paris errichtet wurden.

## Städtepartnerschaften
- Mücheln, Sachsen-Anhalt

## Söhne und Töchter der Stadt
Donald Reignoux (* 1982), französischer Schauspieler und Synchronsprecher